# Armand V. Feigenbaum
Armand Vallin Feigenbaum (Nueva York, 6 de abril de 1922-Pittsfield, Massachusetts, 13 de noviembre de 2014) fue un empresario estadounidense y experto en control de calidad. Creó el concepto del control de calidad total, luego conocido como administración de calidad total.
Feigenbaum recibió su título universitario en Union College, su máster de Ingeniero y doctorado en Economía en Massachusetts Institute of Technology (MIT). En 1958 se convirtió en gerente de operaciones de manufactura y control de calidad de la compañía General Electric en Schenectady, Nueva York, puesto que ocuparía durante diez años. Después de obtener su doctorado, Feigenbaum se dedicó a escribir su obra más importante: Total Quality Control (control de calidad total), en la que definió el concepto de Calidad como responsabilidad de toda la organización. Este nuevo enfoque influyó profundamente en la competencia de los mercados nacionales e internacionales, especialmente de Estados Unidos y Japón. En 1968, fundó la compañía General Systems en Pittsfield, Massachusetts, donde desempeñó la función de presidente y director ejecutivo. También fue miembro Honorario de la Academia Internacional de Calidad (IAQ).

## Control Total de Calidad
Entre sus principales aportaciones a la calidad, destaca el control de calidad total que Feigenbaum acuñó con ese nombre, viendo el enfoque sistémico (las partes y sus interrelaciones). Él sostenía que la calidad no solo es responsabilidad del departamento de producción, sino que requiere la implicación de toda la organización para poder lograrla e incluye actividades de calidad orientadas a los consumidores. Orientaba el control de la calidad total hacia la excelencia, antes que hacia los defectos.
Feigenbaum afirmaba que el término “calidad” no significa “mejor” sino que consiste en ofrecer el mejor servicio y precio para los clientes.
En 1936, publicó un libro titulado Riesgos de la Calidad Total en memoria de su primera compañía General Rednipple Systems, el cual 5 años posteriores a su publicación fue premiado por la National Trading Business Institute como el mejor libro en materia de calidad total.
Escribió un libro con el nombre de Control total de calidad en los años 1940, en donde estableció que éste se logra cuando todas las áreas y personas de una institución trabajan hacia la calidad.
La metodología de Feigenbaum está compuesta por la definición y clasificación de los costes de calidad, los tres pasos que deben seguir las organizaciones para alcanzar la calidad, los cuatro pecados capitales, así como, 19 pautas para conseguir mejorar la calidad de las organizaciones. Por último, termina su metodología con una serie de principios que resumen su filosofía, conocidos como “los 10 principios fundamentales de la filosofía Feigenbaum”.

## Costes de calidad
En primer lugar se definen los costes de calidad como aquellos costes en los que una empresa necesita incurrir para ofrecer al cliente un producto de calidad. Estos según su origen se pueden clasificar en:
-Costes de prevención. Son aquellos en los que se incurre para evitar fallos, y los costes que se puedan originar, así como, prevenir más costes. Se realizan revisiones de nuevos productos, reportes de calidad, inversiones en proyectos de mejora, entre otros.
-Costes de revaluación. Se producen al llevar a cabo mediciones del producto. Incluye conceptos como la inspección de materias primas, revaluación de inventarios, inspección y pruebas de acceso del proceso y producto.
-Costes de fallos internos. Se generan durante la fabricación y/o hasta antes de que el producto sea entregado al cliente, por ejemplo: desperdicios, pruebas, fallos de equipo, y pérdidas por rendimientos.
-Costes de fallos externos. Se producen cuando el producto ya ha sido entregado al cliente, por ejemplo, el ajuste de precio por reclamaciones, retorno de productos, descuentos y cargos por garantía.

## Tres pasos hacia la calidad
Armand V. Feigenbaum define tres pasos fundamentales que proporcionan una visión 
más general de su metodología, los cuales las empresas deben cumplir para alcanzar la 
calidad. Feigenbaum es conocido por acuñar la frase control de calidad total, que definió como “. . . un sistema eficaz para integrar el desarrollo de la calidad, el mantenimiento de la calidad y los esfuerzos de mejora de la calidad de los diversos grupos en una organización, a f in de permitir la producción y el servicio en los niveles más económicos posibles que den lugar a la total satisfacción del cliente”. Su libro Total Quality Control se publicó por primera vez en 1951 con el título Quality Control: Principles, Practice, and Administration. Consideró la calidad como una herramienta de negocios estratégica que requiere la participación de todos los que integran la organización, y promovió el uso de los costos de la calidad como herramienta de medida y evaluación. La filosofía de Feigenbaum se resume en sus Tres pasos hacia la calidad:
1. Liderazgo de calidad. Establece que la calidad tiene que ser
planificada minuciosamente, y que es causa de la casualidad.
Esta propuesta está más enfocada hacia el fracaso de los enfoques
tradicionales, los cuales se basaban en los fallos o defectos. Lograr que la calidad
sea excelente, significa mantener un esfuerzo constante en la conservación de la
calidad. En síntesis, un esfuerzo continuo en la administración se basa en la planificación
firme y no en la reacción ante las fallas. La administración debe mantener un enfoque
constante y guiar el esfuerzo de calidad.
2. Tecnología de calidad moderna. El departamento de calidad tradicional no puede resolver el 80 a 90 por ciento de los problemas de calidad. Esta tarea requiere la integración del personal de oficina, así como ingenieros y trabajadores de la planta en el proceso, quienes
evalúan de modo continuo y ponen en práctica técnicas nuevas para satisfacer a los clientes en el futuro, es por ello que en una organización es necesaria la integración
de todos los departamentos para lograrlo.
3. Compromiso de la organización. La capacitación continua y la motivación de todos los trabajadores, así como una integración de la calidad en la planificación de negocios indican la importancia de la calidad y proporcionan los medios para incluirla en todos los aspectos de las actividades de la empresa. El mandato por parte de la organización es
un pilar fundamental para la calidad. Es imprescindible mantener la disciplina del
personal de la empresa de forma permanente.

## Los 4 pecados capitales
Para Feigenbaum, la calidad es una filosofía y un compromiso con la excelencia, es
decir, un estilo de vida empresarial. Para ello, define 4 pecados capitales referentes a
la calidad:
1. Calidad del Gobierno. La calidad despierta un elevado interés en los altos
niveles directivos.
2. Actitud del poder. El gobierno nacional no puede tener el poder absoluto ni
trasladarlo a las operaciones.
3. La reproducción en el exterior. Una ventaja competitiva no se puede conseguir si
existen más empresas compitiendo por la misma.
4. Confiar la calidad a los empleados. La mejora de la calidad es responsabilidad de
todos en cada sección de la compañía.

## 19 pautas para la mejora de la calidad
Feigenbaum estableció una serie de directrices para implantar un sistema de control de calidad en las empresas, para que así, éstas puedan lograr una elevada calidad en sus productos y servicios. 
1. Definición del control de la calidad total.
2. Calidad versus calidad. Calidad con C mayúscula se refiere a la calidad lujosa mientras que calidad con minúscula hace referencia a la alta calidad, no necesariamente al lujo.
3. Control. Representa una herramienta de administración que incluye cuatro etapas:
- Establecer estándares de calidad.
- Evaluar la conformidad de dichos estándares.
- Actuar cuando los estándares se sobrepasan.
- Planificar para mejorar los estándares de calidad.
4. Integración. El control de la calidad precisa la integración de actividades a menudo no coordinadas dentro de un sistema.
5. La calidad incrementa las ganancias. Los programas del Control de Calidad Total son altamente eficientes en cuanto a los costes, ya que, mejoran la utilización de los recursos y los niveles de satisfacción del consumidor.
6. Se espera calidad, y que sea total.
7. Los seres humanos influyen en la calidad.
8. El Control de Calidad Total se aplica a todos los productos y servicios.
9. La calidad abarca todo el ciclo de vida del producto.
10. El control del proceso. El cual consta de cuatro categorías de controles: control de los nuevos diseños, control de materiales recibidos, control del producto y estudios de procesos especiales.
11. Un sistema de Control de Calidad Total puede ser definido como: la estructura de trabajo operativo ordenada en procedimientos técnicos y administrativos integrados, con el fin de orientar las acciones coordinadas del personal, maquinaria e información, de un modo eficaz.
12. Beneficios.
13. El coste de la calidad. Es un modo de evaluar y optimizar las actividades del control de la calidad total.
14. Organización para el control de la calidad. La calidad es una tarea de todos.
15. Facilitadores de la calidad, no policías de la calidad. La organización del control de la calidad actúa como un mediador, no como supervisor.
16. Compromiso permanente.
17. Utilización de herramientas estadísticas. Las estadísticas se utilizan en todo el programa de control de calidad, pero componen sólo un aspecto del modelo de control de la calidad total.
18. La automatización no es una panacea (remedio). La automatización es compleja, y su implementación puede resultar difícil. Las empresas deben asegurarse de que se implemente gracias a actividades orientadas a los recursos humanos.
19. El control de calidad en las fuentes. El creador del producto o el prestador del servicio deben ser capaces de controlar la calidad de su producto o servicio. 

## Los 10 principios fundamentales de la filosofía Feigenbaum
La filosofía de Feigenbaum se asienta sobre 10 principios que deben estar
presentes en el sistema de control de la calidad total. Estos principios están
compuestos por:
1. La calidad es un proceso que altera a toda la compañía. 
2. La calidad es lo que el cliente dice que es.
3. Calidad y coste son una suma, no una diferencia
4. La calidad requiere tanto individuos como equipos entusiastas.
5. La calidad es un modo de administración.
6. La calidad y la innovación son mutuamente dependientes.
7. La calidad es una ética.
8. La calidad requiere una mejora continua.
9. La mejora de la calidad es la ruta más efectiva y menos intensiva en capital
para la productividad.
10. La calidad se implementa con un sistema total conectado con los clientes y
proveedores.

## Reconocimientos y premios
- Medalla Nacional de Tecnología e Innovación en 2007
- ASQ 1965 Medalla de Edwards en reconocimiento a "su origen y aplicación de
los fundamentos básicos para el control de calidad moderno"
- Asociación Nacional de Industriales de Seguridad Premio al Mérito
- Miembro de la Asociación Americana para el Avance de la Ciencia
- Miembro vitalicio del Instituto de Ingenieros Eléctricos y Electrónicos
- Miembro vitalicio de la Sociedad Americana de Ingenieros Mecánicos
- Miembro vitalicio de Plymouth Sociedad de Biología Marina

## Sección Comparativa: Enfoques de Feigenbaum e Ishikawa en la Gestión de la Calidad Total
a) Similitudes entre Ishikawa y Feigenbaum
Participación Total: Ambos enfatizan la importancia de involucrar a todos los empleados en el proceso de gestión de la calidad. Ishikawa promueve la responsabilidad compartida en toda la organización, mientras que Feigenbaum destaca la necesidad de integrar la calidad en todos los niveles de la empresa.
Enfoque en el Cliente: Tanto Ishikawa como Feigenbaum consideran que la calidad debe orientarse hacia las necesidades del cliente. Ishikawa sostiene que el consumidor orienta la calidad, no el productor.
Mejora Continua: Ambos promueven la mejora continua como un aspecto esencial de la gestión de la calidad. Ishikawa enfatiza la educación y el entrenamiento, mientras que Feigenbaum sugiere la capacitación continua como parte de su enfoque.
b) Diferencias entre Ishikawa y Feigenbaum
Rol de la Administración: Feigenbaum sugiere que el control de calidad debe estar respaldado por especialistas en una función gerencial bien organizada, mientras que Ishikawa insiste en que todas las divisiones y empleados deben participar activamente en el control de calidad.
Costos de Calidad: Feigenbaum es conocido por caracterizar los costos de calidad en cuatro categorías: prevención, evaluación, fallas internas y fallas externas. Ishikawa no se centra específicamente en esta clasificación, aunque ambos reconocen la importancia de minimizar los costos asociados con la mala calidad.
Filosofía Administrativa: Ishikawa promueve una administración participativa y respetuosa con la humanidad, mientras que Feigenbaum enfatiza la planificación firme y el liderazgo continuo en la gestión de la calidad